# Norra Tjusts kontrakt
Norra Tjusts kontrakt var ett kontrakt i Linköpings stift inom Svenska kyrkan från 1722 till 2001 då det uppgick i Tjusts kontrakt.

## Administrativ historik
- Gamleby församling överfördes 1962 från Södra Tjusts kontrakt.
- Odensvi församling överfördes 1962 från Södra Tjusts kontrakt.
- Överums församling bildad 1931.
- Dalhems församling
- Västra Eds församling
- Ukna församling
- Lofta församling
- Loftahammars församling
- Tryserum församling överfördes vid upplösningen till Vikbolandets och Hammarkinds kontrakt
- Östra Eds församling överfördes vid upplösningen till Vikbolandets och Hammarkinds kontrakt
- Hannäs församling som 1998 överfördes till Kinds och Åtvids kontrakt.
- Gärdserums församling som 1998 överfördes till Kinds och Åtvids kontrakt.

## Kontraktsprostar
| Ämbetstid | Namn                   | Levnadstid | Kommentar                             |
| --------- | ---------------------- | ---------- | ------------------------------------- |
| 1613–1622 | Laurentius Nicolai     |            | Kyrkoherde i Dalhems församling.      |
| 1629–1653 | Andreas Sæbyensis      | 1586–1653  | Kyrkoherde i Lofta församling.        |
| 1653–1668 | Bothvidus Nicolai      |            | Kyrkoherde i Eds församling.          |
| 1669–1683 | J. B. Wellerius        |            | Kyrkoherde i Lofta församling.        |
| 1684–1692 | Jonas Wikman           | 1641–1692  | Kyrkoherde i Lofta församling.        |
| 1697–1716 | Johannes Hargelius     | 1660–1716  | Kyrkoherde i Västerviks församling.   |
| 1717–1722 | Andreas Wibjörnson     | 1658–1733  | Lektor.                               |
| 1724–1729 | Samuel Reuselius       | 1677–1729  | Kyrkoherde i Lofta församling.        |
| 1730–1736 | Andreas Kjernander     | 1687–1736  | Kyrkoherde i Lofta församling.        |
| 1738–1739 | Carl Echman            | 1686–1749  | Lektor.                               |
| 1739–1745 | Nicolaus Falk          | 1679–1745  | Kyrkoherde i Tryserums församling.    |
| 1747–1748 | Johannes Carlström     | 1688–1748  | Kyrkoherde i Lofta församling.        |
| 1750–1758 | Henric Jacob Sivers    | 1709–1758  | Kyrkoherde i Tryserums församling.    |
| 1761–1766 | Johan Lithzenius       | 1708–1766  | Kyrkoherde i Lofta församling.        |
| 1766–1788 | Erik Duræus            | 1714–1788  | Kyrkoherde i Tryserums församling.    |
| 1788–1804 | Henning Hallström      | 1749–1816  | Kyrkoherde i Lofta församling.        |
| 1804–1825 | Niclas Daniel Atterbom | 1745–1825  | Kyrkoherde i Tryserums församling.    |
| 1825–1841 | Carl Erik Hallström    | 1786–1861  | Kyrkoherde i Eds församling.          |
| 1843–1856 | Nils Häger             | 1778–1856  | Kyrkoherde i Tryserums församling.    |
| 1857–1859 | P. O. Westerlind       |            | Kyrkoherde i Ukna församling.         |
| 1859–1865 | Johan Olai             | 1804–1865  | Kyrkoherde i Eds församling.          |
| 1865–1877 | Carl Otto Rosin        | 1814–1885  | Kyrkoherde i Eds församling.          |
| 1878–1880 | Carl August Bånge      | 1822–1893  | Kyrkoherde i Loftahammars församling. |
| 1881–1906 | Hugo Holmberger        | 1831–1906  | Kyrkoherde i Lofta församling.        |
| 1906–1913 | Jonas Petter Blomqvist | 1841–1915  | Kyrkoherde i Loftahammars församling. |
| 1913–1926 | Peter Risberg          | 1852–1926  | Kyrkoherde i Lofta församling.        |
| 1926–1932 | Carl Cornelius         | 1863–1932  | Kyrkoherde i Ukna församling.         |
| 1932–1945 | Gustaf Malmberg        | 1870–1955  | Kyrkoherde i Västra Eds församling.   |
| 1951–1955 | Victor Edvin Carlson   | 1889–1965  | Kyrkoherde i Tryserums församling.    |
| 1962–1970 | Harry Aldenius         | 1906–1986  | Kyrkoherde i Gärdserums församling.   |
| 1978–1984 | Ivar Berglund          | 1925–1985  | Kyrkoherde i Tryserums församling.    |